# Anciferov
L'isola di Anciferov (in russo Анциферова?; conosciuta anche come Širinki, in russo Ширинки; in giapponese 志林規島, Shirinki-tō) è un'isola russa che fa parte dell'arcipelago delle Isole Curili ed è situata nel Mare di Ochotsk. Amministrativamente fa parte del Severo-Kuril'skij rajon dell'oblast' di Sachalin, nel Circondario federale dell'Estremo Oriente. Il suo antico nome giapponese deriva dalla lingua ainu e significa "luogo delle onde alte". L'isola è disabitata.

## Geografia
L'isola si trova nella parte nord delle isole Curili, ad ovest della parte meridionale di Paramušir, da cui è separata dallo stretto di Lužin (пролив Лужина), largo 15 km.
L'isola è la parte emersa di uno stratovulcano spento ed è costituita dal suo singolo cono, il monte Širinki (гора Ширинки), la cui altezza è di 747 m s.l.m.; Anciferov ha una forma praticamente rotonda, con un diametro di circa 4 km, con solo un promontorio che si allunga verso est, capo Terkut (мыс Теркут). La sua superficie è di 7 km².
Sulle rocce delle coste occidentali e meridionali ci sono colonie del leone marino di Steller. Molti uccelli marini, tra i quali il fulmaro, il pulcinella, le urie, gabbiano tridattilo zamperosse, e altre specie di gabbiani, nidificano sulle scogliere settentrionali.

## Storia
Prima del contatto europeo, Anciferov non aveva una popolazione permanente, era visitata dalle tribù degli Ainu nelle loro battute di caccia.
Rivendicata dall'Impero russo, nel 1875 la sovranità dell'isola passò all'Impero giapponese con il Trattato di San Pietroburgo insieme al resto delle isole Curili. Dopo la seconda guerra mondiale, l'isola passò sotto il controllo dell'Unione Sovietica e attualmente fa parte della Federazione Russa.
L'isola ha preso il nome dell'atamano cosacco Danila Jakovlevič Anciferov (Данила Яковлевич Анциферов) che esplorò le isole Curili del nord assieme a Ivan Petrovič Kozyrevskij e che per primo la descrisse, assieme ad altre,  all'inizio del XVIII secolo.
L'isola è ora parte di un'area di rifugio della fauna selvatica, ed è vietato l'avvicinamento delle navi da pesca nel raggio di 20 chilometri.